# Leucettusa haeckeliana
Leucettusa haeckeliana är en svampdjursart som först beskrevs av Poléjaeff 1883.  Leucettusa haeckeliana ingår i släktet Leucettusa och familjen Leucaltidae. Inga underarter finns listade i Catalogue of Life.